# Carlos Quintana
Carlos Quintana (* 6. November 1976 in Moca, Puerto Rico) ist ein puerto-ricanischer Profiboxer und ehemaliger WBO-Weltmeister im Weltergewicht.

## Boxkarriere
Als Amateur gewann Quintana in Puerto Rico einige nationale Meisterschaften, so dass er 1996 für Puerto Rico an den Olympischen Spielen teilnehmen durfte. Quintana hatte als Amateur eine Bilanz von 62 Siegen (48 durch K. o.) bei 70 Kämpfen.
1997 wurde Quintana Profi. Nachdem er in 21 Profikämpfen ungeschlagen geblieben war, erhielt er 2006 die Chance in seiner Heimat Puerto Rico gegen den Argentinier Raul Eduardo Bejarano um den vakanten WBO Latino Gürtel im Weltergewicht zu kämpfen. Bejareno ging in Runde 10 nach einem Treffer von Quintana zu Boden, von dem er sich zwar noch einmal erholte, dann aber weitere Treffer einsteckte. Der Kampf wurde abgebrochen, Quintana gewann durch technischen K. o.
Im darauffolgenden Kampf am 24. Juni 2006 im Caesars Palace in Las Vegas gegen den Kolumbianer Joel Julio kämpfte Quintana um den WBC Latino Gürtel im Weltergewicht und um das Recht auf einen Weltergewichts-Titelkampf der WBA. In diesem Kampf dominierte Quintana durch seine boxerischen Fähigkeiten und schlug den schlagstarken Julio klar nach Punkten.
Am 2. Dezember 2006 kämpfte Quintana in Atlantic City gegen seinen Landsmann Miguel Cotto, der als WBO-Weltmeister aus dem Superleichtgewicht aufgestiegen war, um den zu diesem Zeitpunkt vakanten WBA Weltmeisterschaftstitel im Weltergewicht. Quintana hatte Probleme mit dem schneller Cotto und musste in diesem Kampf viele Körpertreffer hinnehmen. In der fünften Runde ging Quintana nach einem Treffer auf die Rippen zu Boden, konnte sich aber in die Pause retten. Da er sich in der Rundenpause nicht von diesem Treffer erholte, gab er den Kampf auf.
Schon ein Jahr später ergab sich für Quintana eine weitere Chance, um einen Weltmeisterschaftstitel zu boxen. Der zu dieser Zeit amtierende WBO-Weltmeister Paul Williams suchte nach der verletzungsbedingten Absage des als Gegner vorgesehenen Kermit Cintron einen Ersatz. Quintana bewies in diesem Kampf gute Defensivqualitäten und konnte den bis dato ungeschlagenen Champion nach Punkten besiegen.
Bereits vier Monate später fand der Rückkampf gegen Paul Williams statt. Williams gelang es Quintana bereits in der ersten Runde zweimal niederzuschlagen. Der Kampf wurde daraufhin abgebrochen und Williams war wieder Weltmeister.
Nach dem Kampf gegen Williams stieg Quintana ins Superweltergewicht auf. In dieser Klasse hatte er zweimal gesiegt, ehe die Aussicht auf einen erneuten Weltmeisterschaftskampf ihn noch einmal bewog im Weltergewicht anzutreten. Am 10. Oktober 2010 traf er auf den WBC Weltmeister Andre Berto. Quintana hatte Probleme mit dem jüngeren und schnelleren Berto und verlor den Kampf in der achten Runde durch technischen K. o., als der Ringrichter den Kampf abbrach.
| Personendaten    | Personendaten            |
| ---------------- | ------------------------ |
| NAME             | Quintana, Carlos         |
| KURZBESCHREIBUNG | puerto-ricanischer Boxer |
| GEBURTSDATUM     | 6. November 1976         |
| GEBURTSORT       | Moca, Puerto Rico        |